# Edmundson (Misuri)
Edmundson es una ciudad ubicada en el condado de San Luis en el estado estadounidense de Misuri. En el Censo de 2010 tenía una población de 834 habitantes y una densidad poblacional de 1.229,04 personas por km².

## Geografía
Edmundson se encuentra ubicada en las coordenadas 38°44′6″N 90°21′56″O / 38.73500, -90.36556. Según la Oficina del Censo de los Estados Unidos, Edmundson tiene una superficie total de 0.68 km², de la cual 0.68 km² corresponden a tierra firme y (0%) 0 km² es agua.

## Demografía
Según el censo de 2010, había 834 personas residiendo en Edmundson. La densidad de población era de 1.229,04 hab./km². De los 834 habitantes, Edmundson estaba compuesto por el 56.47% blancos, el 26.38% eran afroamericanos, el 1.56% eran amerindios, el 1.56% eran asiáticos, el 0.12% eran isleños del Pacífico, el 8.63% eran de otras razas y el 5.28% pertenecían a dos o más razas. Del total de la población el 11.99% eran hispanos o latinos de cualquier raza.